# 玛曲乡
玛曲乡（藏語：དམར་ཆུ་），是中华人民共和国西藏自治区那曲市安多县下辖的一个乡镇级行政单位，管辖区实际位于青海省境内，地处唐古拉山北麓，长江源地区。

## 行政区划
玛曲乡下辖以下地区：
占木拉村、康塔克切村、罗台村、如来村、杂那村和玛索日村。